# Nord SS.11
| En UH-1 Iroquois med sex AGM-22 och ett gyrostabiliserat sikte på taket. |  | En UH-1 Iroquois med sex AGM-22 och ett gyrostabiliserat sikte på taket. |
| En UH-1 Iroquois med sex AGM-22 och ett gyrostabiliserat sikte på taket. |  |                                                                          |

SS.11 är en fransk pansarvärnsrobot som utvecklades av Nord Aviation (sedermera Aérospatiale) som ett tyngre komplement till SS.10. Den kom bland annat att se tjänst i Sverige under beteckningen Robot 52.

## Historia
Utvecklingen av SS.11 påbörjades 1953 under ledning av ingenjören Jean Bastien-Thiry (som senare dömdes till döden för mordförsök på Frankrikes president Charles de Gaulle). Till skillnad från SS.10 var SS.11 huvudsakligen tänkt att användas från fordon och senare även från helikoptrar, flygplan och mindre stridsfartyg.
Första gången SS.11 användes i strid var 1956 under Algerkriget där den avfyrades från flygplan mot rebellernas befästningar i bergen. Trådstyrningen ställde till problem och gjorde att robotarna bara kunde avfyras av långsamma flygplan. Franska armén beslutade då att robotarna i stället skulle bäras av helikoptrar av typen Alouette II vilket gjorde den till världens första stridshelikopter.
År 1961 köpte USA:s armé in SS.11 för att ersätta den nedlagda Dart-roboten. Roboten fick beteckningen AGM-22 och kunde bäras av helikoptern UH-1 Iroquois samt av lätta hjulfordon. Roboten användes i begränsad omfattning under Vietnamkriget, men den var svår att styra och användes huvudsakligen för träning och utveckling av ny taktik.
År 1966 utvärderade Frankrikes flotta en marin version av roboten mot sjömål ombord på patrullbåten La Combattante. Roboten som fick beteckningen SS.11M blev en framgång och exporterades till ett flertal olika länder, bland annat till Sverige.
Under Falklandskriget använde britterna den flygburna varianten AS.11 som beväpning på Westland Scout-helikoptrar. 14 juni 1982 anföll fyra Scout-helikoptrar argentinska ställningar sydväst om Port Stanley. Av tio avfyrade robotar träffade nio sitt mål.

## Användning i Sverige
Modellen SS.11M kom att köpas in av Sverige med beteckningen Robot 52, kort Rb.52. Den kom att användas i kustartilleriet och i armén. Eftersom roboten hade så högt genomslag (över 550 mm genomslag vinkelrät mot valsat homogent pansar på alla avstånd) så gjordes det försök att montera roboten på stridsvagnar. Två kända försöksvagnar gjordes och bestod av en Strv 81 och en Strv 74 med tre externt monterade robotramper på tornet.

## Varianter
- SS.11 Ursprungsmodell.
- SS.11B Moderniserad variant där radiorören är utbytta mot transistorer.
- SS.11M Marin variant.
- AS.11 Variant avsedd att avfyras från flygplan och helikoptrar.

### Webbkällor
- Parsch, Andreas (26 januari 2002). ”AGM-22”. Directory of U.S. Military Rockets and Missiles. http://www.designation-systems.net/dusrm/m-22.html.